# 石川県道253号豊田笠師保停車場線
石川県道253号豊田笠師保停車場線（いしかわけんどう253ごう とよたかさしほていしゃじょうせん）とは、石川県七尾市にある一般県道（石川県道）である。

## 概要
- 起点：石川県七尾市中島町豊田1部107番地先（＝石川県道254号土川浜田線交点）
- 終点：石川県七尾市中島町塩津ム89番地先（＝のと鉄道七尾線笠師保駅前）

七尾市中島地区の南西部に位置する。日用川によって形成された平野部に位置する豊川地区と、旧田鶴浜町との境に近い七尾西湾沿岸の笠師保地区とを結ぶ。途中、中島町笠師地区（上笠師）の集落を抜けるため、2つの峠部を越えるものの、標高はさほど高くはない。終点部の笠師保地区は七尾西湾に面しており、周辺ではカキの養殖を営む作業場などがみられる。

## 歴史
- 1960年（昭和35年）10月15日：路線認定。

## 接続道路
- 石川県道254号土川浜田線（七尾市中島町豊田：起点）
- 国道249号（七尾市中島町塩津・塩津交差点）
- 七尾西湾周回道路（七尾市中島町塩津）